# WTA Boca Raton
Das WTA-Turnier von Boca Raton (offiziell: Virginia Slims of Florida) war ein Damen-Tennisturnier der WTA Tour, das in Boca Raton, Florida, ausgetragen wurde.

## Siegerliste

### Einzel
| Jahr                   | Siegerin          | Finalgegnerin     | Ergebnis      |
| ---------------------- | ----------------- | ----------------- | ------------- |
| 1987                   | Steffi Graf       | Helena Suková     | 6:2, 6:3      |
| ↓ Kategorie: Tier II ↓ |                   |                   |               |
| 1988                   | Gabriela Sabatini | Steffi Graf       | 2:6, 6:3, 6:1 |
| 1989                   | Steffi Graf       | Chris Evert       | 4:6, 6:2, 6:3 |
| 1990                   | Gabriela Sabatini | Jennifer Capriati | 6:4, 7:5      |
| ↓ Kategorie: Tier I ↓  |                   |                   |               |
| 1991                   | Gabriela Sabatini | Steffi Graf       | 6:4, 7:66     |
| 1992                   | Steffi Graf       | Conchita Martínez | 3:6, 6:2, 6:0 |

### Doppel
| Jahr                   | Siegerinnen                               | Finalgegnerinnen                    | Ergebnis      |
| ---------------------- | ----------------------------------------- | ----------------------------------- | ------------- |
| 1987                   | Swetlana Parchomenko Laryssa Sawtschenko  | Chris Evert Pam Shriver             | 6:0, 3:6, 6:2 |
| ↓ Kategorie: Tier II ↓ |                                           |                                     |               |
| 1988                   | Katrina Adams Zina Garrison               | Claudia Kohde-Kilsch Helena Suková  | 4:6, 7:5, 6:4 |
| 1989                   | Jana Novotná Helena Suková                | Jo Durie Mary Joe Fernández         | 6:4, 6:2      |
| 1990                   | Jana Novotná Helena Suková                | Elise Burgin Wendy Turnbull         | 6:4, 6:2      |
| ↓ Kategorie: Tier I ↓  |                                           |                                     |               |
| 1991                   | Laryssa Sawtschenko Natallja Swerawa      | Meredith McGrath Samantha Smith     | 6:4, 7:63     |
| 1992                   | Larisa Savchenko-Neiland Natallja Swerawa | Linda Harvey-Wild Conchita Martínez | 6:2, 6:2      |